# 秀良親王
秀良親王（ひでながしんのう/ひでよししんのう）は、平安時代初期から前期にかけての皇族。嵯峨天皇の皇子。母は皇后橘嘉智子で、仁明天皇の同母弟。官位は二品・上野太守。

## 経歴
天長9年（832年）冷泉院で元服して三品に叙せられ、同年没官書1693巻を与えられている。
天長10年（833年）同母兄・仁明天皇の即位後まもなく中務卿次いで弾正尹に任ぜられる。その後、仁明朝前半において、承和2年（835年）大宰帥、承和7年（840年）二品と叙任されている。一方、叙任記録以外にも、承和元年（834年）橘奈良麻呂の乱の際に没官されていた故橘奈良麻呂の蔵書480余巻について、外戚の財産であることを理由に賜与された、あるいは仁明天皇の皇子（成康親王）誕生を祝って清凉殿で奉献を行った、などの活動記録が『六国史』に残っている。
承和9年（842年）承和の変が発生して甥の道康親王（のち文徳天皇）が皇太子に冊立されて間もなく、秀良親王は上野太守に転じる。それ以降は秀良親王に関する記録は少なく、貞観13年（871年）干魃のため親王家の邸宅の池水を百姓田の灌漑に利用した、元慶7年（883年）摂津国河辺郡の墾田1町3段160歩が不当に班田使に収公されたことを訴え出て親王家に返却された、などが『六国史』にわずかに記載されているのみとなっている。元慶8年（884年）陽成天皇廃位に伴う皇嗣選定において、秀良親王は血筋上は有力であったはずだが候補として名はあがらず、甥の時康親王が立てられた（光孝天皇）。
長命を保ち、兄仁明天皇から数えて6代目に当たる宇多朝の寛平7年（895年）正月23日薨去。享年79。

## 官歴
『六国史』による。
- 天長9年（832年） 2月11日：冷泉院において元服、三品
- 天長10年（833年） 3月11日：中務卿。3月24日：弾正尹
- 承和2年（835年） 正月11日：兼大宰帥（弾正尹如元）
- 承和3年（836年） 5月26日：信濃国小縣郡公田を賜与。6月25日：近江国の荒廃田17町、加賀国荒廃田190町、備前国空閑地4町を賜与
- 承和4年（837年） 7月30日：加賀国石川郡荒廃田9町を賜与
- 承和7年（840年） 正月7日：二品
- 承和9年（842年） 正月13日：上野太守。9月8日：上野太守
- 寛平7年（895年） 正月23日：薨去